# 孙保基
孙保基（1907年—1968年），字君植，又名宝基，男，江苏无锡人，中国电力学家，曾任中国电机工程学会理事，第三、四届全国政协委员。